# Bad Nauheim
Bad Nauheim is een plaats in de Duitse deelstaat Hessen, gelegen in de Wetteraukreis. Bad Nauheim telt 32.493 inwoners en ligt in het centrum van Duitsland, iets ten westen van het geografisch middelpunt en 28 km noordelijk van Frankfurt am Main. Door Bad Nauheim stromen de rivieren de Wetter en de Usa.
De plaats ontwikkelde zich in de tweede helft van de 19de eeuw tot een prominent kuuroord. In 1869 werd het predicaat Bad aan de plaatsnaam toegevoegd. Het voornaamste kuurgebouw is de Sprudelhof, die op last van groothertog Ernst Lodewijk van Hessen-Darmstadt in de jaren 1906-1911 werd gebouwd. Het is het middelpunt van een door Wilhelm Jost ontworpen gebouwencomplex in jugendstil.

## Stadsdelen
Bad Nauheim is in volgende stadsdelen verdeeld:
- Bad Nauheim-Centrum
- Steinfurth
- Nieder-Mörlen
- Rödgen
- Schwalheim
- Wisselsheim

## Partnersteden
- Oostkamp, een plaats en gemeente in de provincie West-Vlaanderen in België, sinds 1985.
- Chaumont (Haute-Marne), in het Franse departement Haute-Marne (regio Grand Est), deel uitmakend van het arrondissement Chaumont, sinds 1992.
- Buxton, in Derbyshire, Groot-Brittannië, sinds 1986.
- Bad Langensalza, (tot 1956 Langensalza) ,in de Duitse deelstaat Thüringen, gelegen in de Unstrut-Hainich-Kreis, sinds 14 febr. 1990.

## Geboren in Bad Nauheim
- Caroline Link (1964), filmregisseuse en scenarioschrijfster
- Pascalis Dardoufas (1968-2020) , dj/producer bekend als Pascal F.E.O.S.

## Galerij

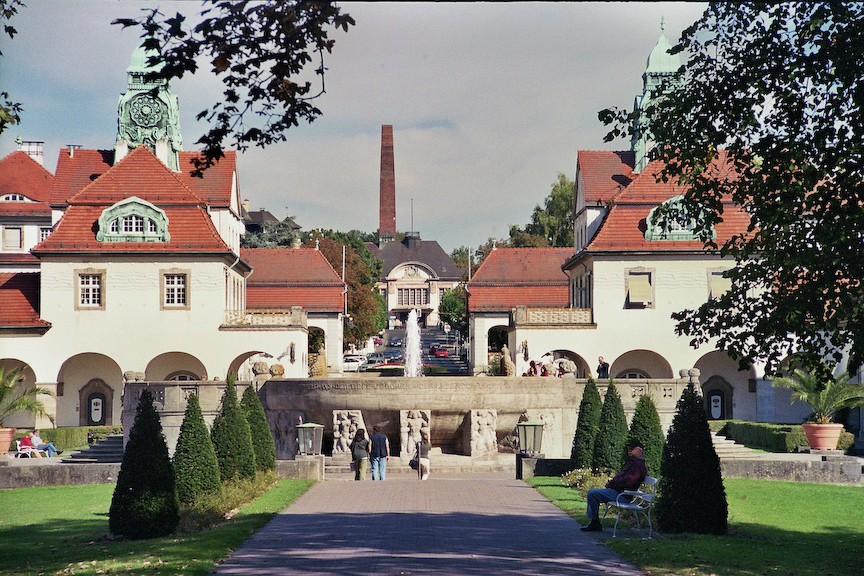
Sprudelhof
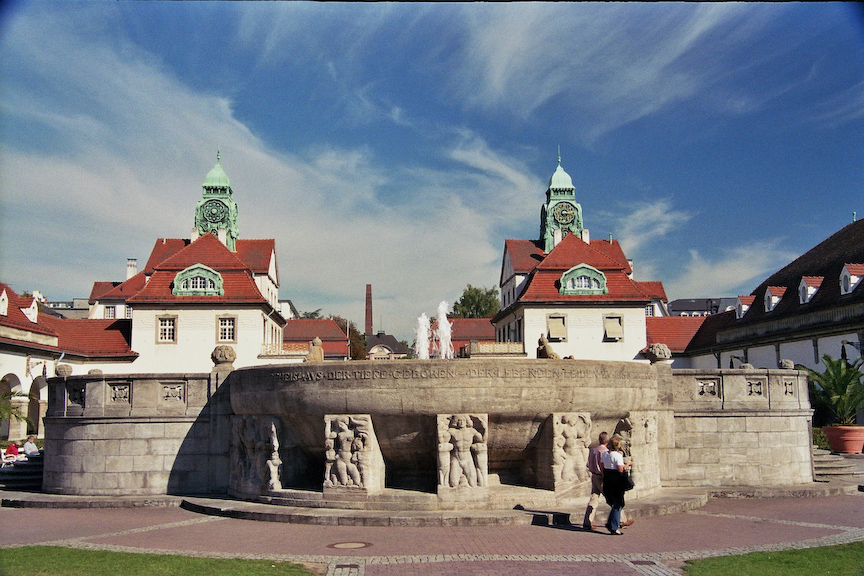
De bron in Sprudelhof
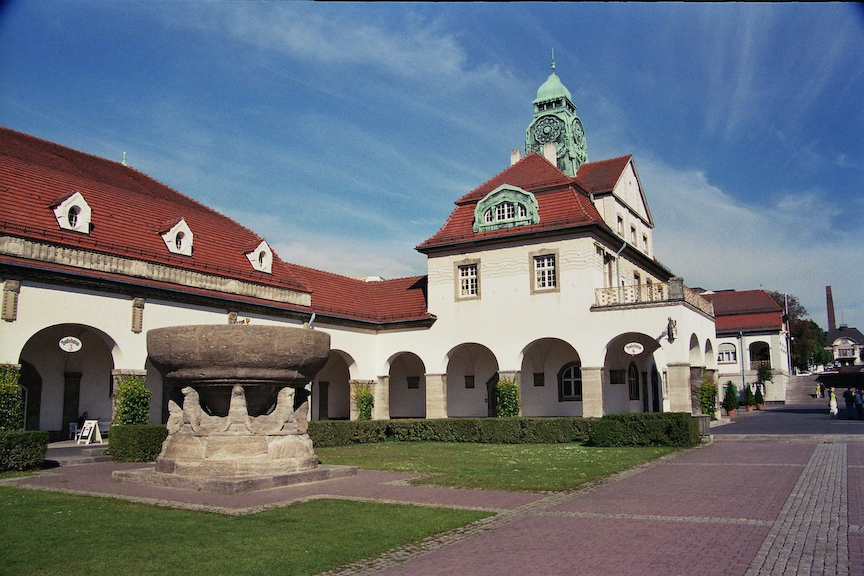
Sprudelhof
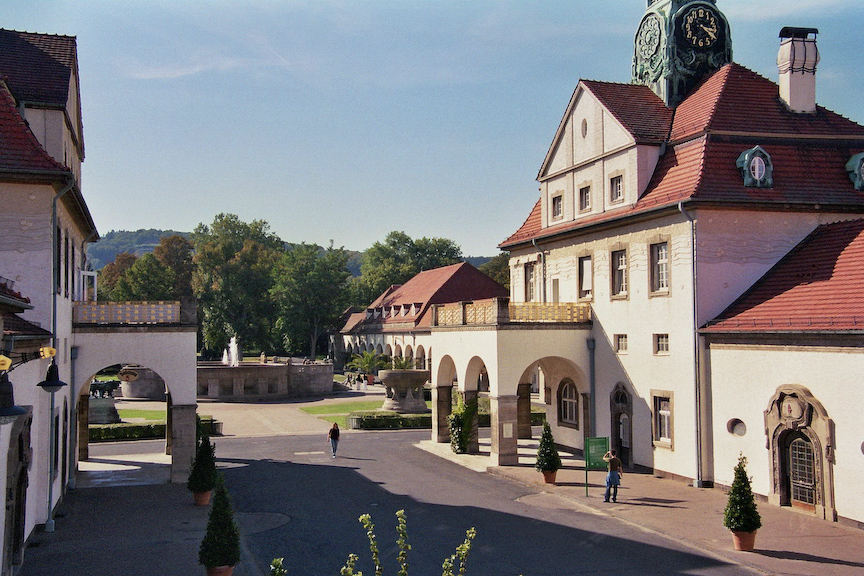
Sprudelhof

Altenstadt ·
Bad Nauheim ·
Bad Vilbel ·
Büdingen ·
Butzbach ·
Echzell ·
Florstadt ·
Friedberg (Hessen) ·
Gedern ·
Glauburg ·
Hirzenhain ·
Karben ·
Kefenrod ·
Limeshain ·
Münzenberg ·
Nidda ·
Niddatal ·
Ober-Mörlen ·
Ortenberg ·
Ranstadt ·
Reichelsheim (Wetterau) ·
Rockenberg ·
Rosbach v.d. Höhe ·
Wölfersheim ·
Wöllstadt